# Christer Elmehagen
Raul Nils Christer Elmehagen, född 1946, är en svensk näringslivsman. Han är jurist, civilekonom och reservofficer.
Elmehagen var verkställande direktör för pensionsförvaltaren AMF Pension 1998-2008 och efterträddes av Ingrid Bonde. Idag har han flera styrelseuppdrag i näringslivet, bland annat som ordförande för Optimal print A/S. Han har även varit styrelseordförande i bl.a. Micronic AB.
Elmehagen är även vice ordförande för Försäkringsarbetsgivarorganisationen och styrelseledamot i Sveriges Försäkringsförbund. 
Elmehagen hamnade under 2009 i blåsväder efter att ha flyttat sina egna pensionspengar, 33 miljoner kronor, från AMF pensions fonder till räntefonder, när han i sin roll som vd för AMF hade privilegierad information om att värdet på AMF-fonderna skulle skrivas ner med åtta procent. Han har för sitt arbete som VD under 10 år totalt erhållit mer än 100 miljoner kronor: 62 miljoner kronor i pensionsinbetalningar samt lön och bonus under samma period på totalt 42 miljoner kronor.

### Webbkällor
- AMF Pension styrelse och ledning Hämtad 2008-05-10
- Micronics styrelse[död länk] Hämtad 2008-05-10
- Hans pension 62 miljoner kronor Hämtad 2009-03-21
- Pensionerad chef kostar 104 miljoner Hämtad 2009-03-21
- Bäckström: Gå till botten med AMF Hämtad 2009-03-23
- AMF kräver återbetalning av Elmehagens pension Hämtad 2009-04-18